# Мистер Питкин в тылу врага
«Мистер Питкин в тылу врага» (англ. The Square Peg) — кинокомедия режиссёра Джона Пэдди Кастэйрса из серии о приключениях Нормана Питкина. Оригинальное английское название картины обыгрывает английский фразеологизм «A square peg in a round hole» — «квадратный колышек в круглой дырке», то есть человек не на своём месте. Фильм рассказывает о приключениях Нормана Питкина, простого землекопа во времена Второй мировой войны. Благодаря сходству с немецким генералом он успешно проводит операцию по освобождению бойцов Сопротивления во Франции. Комедия получила в целом положительную критику и стала наиболее коммерчески успешной в фильмографии Нормана Уиздома.

## Сюжет
Вторая мировая война. Землекоп Норман Питкин имел бронь, так как трудился на дорожных работах стратегического значения. Он повздорил с военными находящейся рядом части, принципиально не остановив работы для проезжавшей автоколонны. В расположении части Питкин замечает привлекательную девушку, лейтенанта Картленд, и влюбляется в неё. Командование части решило избавиться от проблемы с дорожными работами, призвав в армию Питкина вместе с его начальником-инженером мистером Вилфридом Гримсдейлом (и всеми их коллегами из муниципалитета). Во время своей поездки на фронт Питкин и Гримсдейл перепутали грузовики и сели к парашютистам, которых должны были сбросить во Франции в тылу немцев.
После высадки, за неимением инструкций, Питкин и Гримсдейл присоединяются к одной из воинских частей, и дорожным рабочим в ней рады, но местность, где они ведут работы, незаметно для них попадает за линию фронта в оккупированную немцами зону Франции. Не зная об этом, Питкин в гражданском отправился в ближайший городок Флери купить еды. Оставшийся в одиночестве Гримсдейл, сразу после радиопереговоров со штабом, попадает в немецкий плен.
К удивлению Питкина, расквартированные в городе немецкие солдаты отдают ему честь. Питкин заходит в кафе, которое оказывается штаб-квартирой местной группы французского Сопротивления. Он встречает свою знакомую —  Картленд, действующую под прикрытием официантки в рядах Сопротивления. Питкин неосторожно раскрывает её. Подпольщики задерживают Питкина и заводят в подвал, но выясняется, что он англичанин. Оказывается, он как две капли похож на немецкого генерала Отто Шрайбера, командующего местным гарнизоном. Тем временем, леди Картленд и остальных подпольщиков (кроме одного) арестовывают. Питкин вместе с оставшимся на свободе подпольщиком решает вызволить пленных, которым грозит расстрел. Питкин, через вырытый им подкоп, проникает на территорию замка, штаб-квартиры генерала. Как раз в этот момент Шрайбер пригласил на свидание оперную певицу Гретхен Шметтерлинг. Питкин обездвиживает и запирает генерала в его комнате, переодевается в его форму. Затем, воспользовавшись своим сходством, помогает спастись пленным. Но попадает в плен сам. Теперь его самого собираются расстрелять. Однако он счастливо проваливается в сделанный им самим подкоп и спасается.
После войны Питкина назначают мэром города, и он становится начальником Гримсдейла.

## В ролях
- Норман Уиздом — Норман Питкин / генерал Отто Шрайбер
- Эдвард Чепмен — мистер Вилфрид Гримсдейл, начальник Питкина
- Онор Блэкман — леди Картлэнд, лейтенант
- Кэмпбелл Сингер — сержант Лодер
- Хоти Джекс — Гретхен Шметтерлинг, певица
- Брайан Уорт — Анри Леблан, командир французского Сопротивления

## Создание

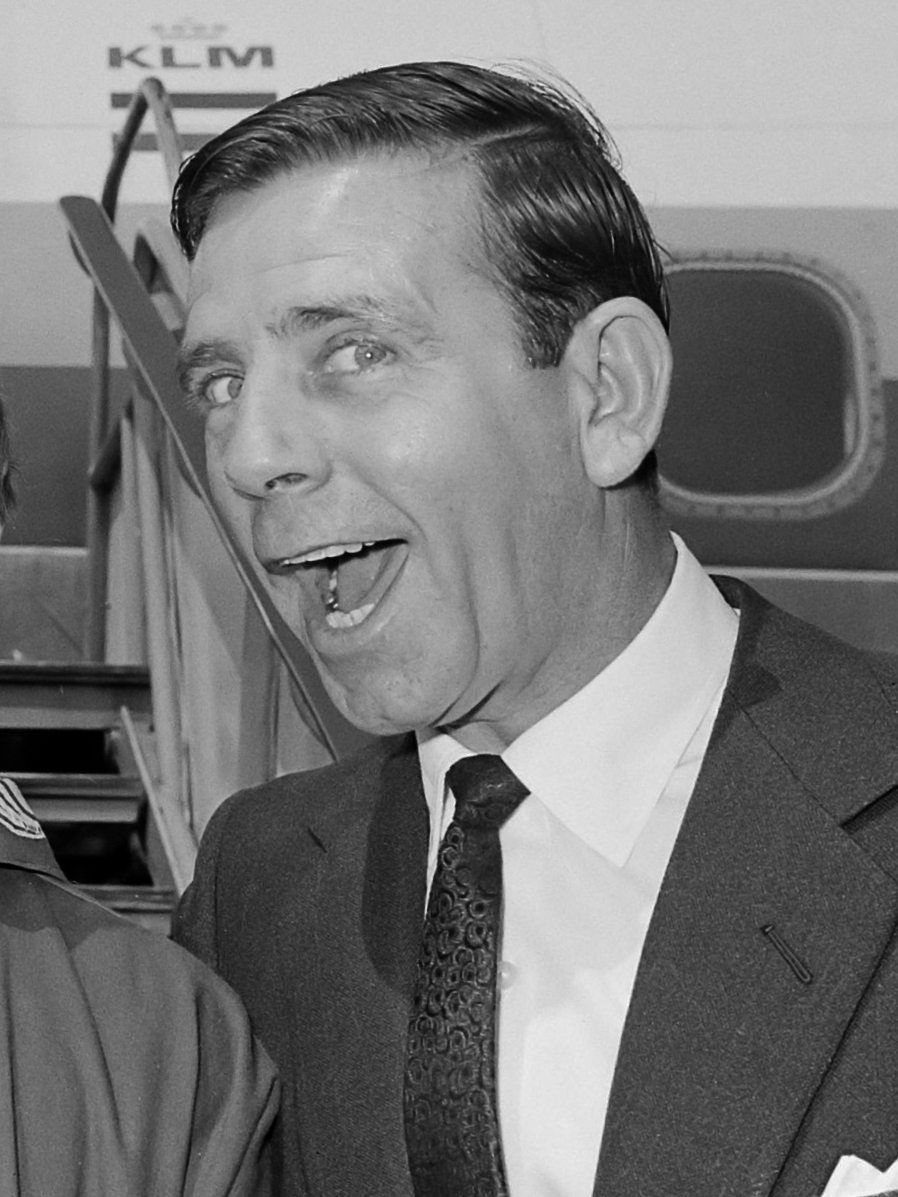
Норман Уиздом в образе «Простака» (1965)

Картина стала предпоследней в серии семи лент, созданных в рамках контракта Нормана Уиздома с продюсерской компанией Rank Organisation и последней в сотрудничестве с режиссёром Кэстейрсом. В этих фарс-комедиях Уиздом создал и эксплуатировал образ названный им «the Gump» («Простак»): обыватель по имени Норман, представитель социальных низов, невысокого роста, наивный, неловкий и не расстающийся с любимой кепкой. В фильмах серии обычно присутствовала романтическая линия. Привлекательная девушка из другого сословия в ходе сюжетной коллизии сближалась с главным героем-простофилей, в концовке меняющем представление о себе. Среди других франшиз студии Rank фильмы о Нормане Питкине конкурировали с комедийной серией фильмов о докторе Саймоне Спэрроу. Вышедший в 1956 году фильм «Доктор на свободе» был очень успешен коммерчески. В серии о Питкине, наоборот, наметился финансовый спад и дистрибьютор собирался поменять команду.
Впервые в серии фильмов актёр отошёл от привычного образа. Идею раздвоения главного героя предложил продюсер Хью Стюарт. Режиссёр поначалу был против, но Стюарта поддержали Уиздом, сценарист Джек Дэвис и актёр Эдвард Чэпмен. Когда началось производство, съёмочная группа удостоверилась, что генерал в исполнении комика вполне убедителен. Так в фильме появился двойник Питкина — генерал Шрейбер, похожий на военных в исполнении британского актёра Эриха Штрогейма. После изменения сценария в картину вошла и пародия на знаменитую «зеркальную» сцену из фильма братьев Маркс «Утиный суп». Уиздом предлагал режиссёру включить в фильм вокальный номер в своём исполнении. Актёра приглашали на роли в мьюзиклах, а также он был известен и как композитор. Кэрстайр не поддержал инициативу, считая, что в сюжете некуда вставить песню. Разногласия с командой закончились тем, что актёр больше не работал с Кэрстайром. После начала проката комедии Уиздом обсуждал возможность изменить условия контракта с компанией Rank и выйти из образа. Попытки не нашли понимания, и студия не согласилась. В качестве Простака Уиздом снялся ещё в шести картинах, уже с другим режиссёром. В дальнейшем Уиздом ещё дважды использовал приём двойной роли: антагониста и протагониста. Также, начиная с данной картины, состоялся дуэт Уиздома и Эдварда Чэпмена, который ещё в двух фильмах серии сыграл начальника Питкина, мистера Гримсдейла.

## Критика
Несмотря на то, что юмористическое начало, сюжет и режиссура особо не выделяли фильм среди картин аналогичного жанра своего времени, комедия получила в целом позитивные рецензии. Лента сатирически высмеивала порядки в британской армии, но не бросала вызов обществу. Отдельно критики отметили актёрские работы. Критики оценили попытку Уиздома уйти от образа простака, хорошо отозвавшись о воплощении двойной роли. The Sunday Times назвала образ маленького человека в картине чаплинским. Критик BFI Вик Пратт отметил экранный дуэт Питкина и Гримсдейла, которые замечательно дополняют друг друга. Интересную, гротескную роль второго плана воплотила на экране Хоти Джейкс. Юмористическая составляющая основывалась на привычных шутках и гэгах, кочующих из одной серии в другую. Издание Variety дало комедии позитивную рецензию, отметив мягкий юмор и забавно обыгранные гэги, при ничем не выделяющемся сюжете и эксплуатации известной «маски» Простака. В рецензии также привлекли внимание к воплощению Уиздомом двойной роли.

Комедия интересна тем, что продолжает попытки Уиздома уйти от образа «Простака», плохо сидящей актёрской маски, к более широким возможностям применить талант. […] Он сыграл двойную роль. Уиздом сыграл последнюю роль непосредственно, только с легким намёком на сатиру, очень эффективно.
Оригинальный текст (англ.)"Peg" is interesting in that it continues the plan to get Wisdom away from his original " Gump " character in the ill fitting suit and offer him a wider acting opportunity. He plays a dual role […]. Wisdom plays the latter role straight, with only a hint of satire and is very effective.
— рецензия Variety
Картина стала примером военной комедии конца 1950-х. Для неё типичным был клишированный образ главного героя простака, повторяющиеся в серии шутки, высмеивающие косность и бюрократизм в армии. Сюжет основан на том, что события пошли не по плану, тогда как в армии всё должно происходить по уставу и любое отклонение ставит героев в тупик. Создатели не гнушались повторами. Гэг в открывающей сцене фильма, в котором Питкин из укрытия муштрует солдат абсурдными командами, позаимствован из «Происшествия в магазине» (en) . TV Guide отметил слабую режиссуру, картина интересна только «клоунадой» Уиздома.

## Значение
Комедия «Мистер Питкин в тылу врага» стала одной из наиболее заметных в творчестве Уиздома, коммерчески самой успешной в серии о Нормане-Простаке. Она вошла в десятку самых кассовых лент 1959 года в Великобритании (7-е место). Выход ленты на экраны совпал с ростом зрительского интереса к военным фильмам. В конце 1950-х на экраны вышли картины «Вольно, сержант» (en), «Мыши пустыни» (en) и другие. Фильм, как и другие комедии в серии о мистере Питкине, пользовался популярностью в СССР и Албании. Фильм отмечал Энвер Ходжа, назвавший Питкина «пролетарским героем».